# Popeye chez Ali Baba et les Quarante Voleurs
Pour plus de détails, voir Fiche technique et Distribution.
Popeye chez Ali Baba et les Quarante Voleurs, ou Popeye au pays d’Ali Baba et des Quarante Voleurs (Popeye the Sailor Meets Ali Baba's Forty Thieves), est un court métrage d'animation américain de la série Popeye produit en Technicolor et sorti en 1937. Il a été produit par Max Fleisher et réalisé par Dave Fleischer. Ce film, qui fait aujourd’hui partie du domaine public, est le deuxième de la série à avoir été réalisé en couleurs, grâce au procédé du Technicolor, après Popeye rencontre Sindbad le marin.

## Résumé
Alors qu’ils montent la garde à un poste de la Garde côtière, Popeye, Olive et Gontran apprennent qu’un terrible brigand nommé Abu Hassan, incarné par Brutus, et sa bande de quarante voleurs sèment la terreur dans une ville du désert arabique. Sans hésiter, ils montent à bord de leur hydravion pour aller capturer le malfaiteur. Mais en plein vol au-dessus du désert, l’appareil tombe en panne de carburant et s’écrase. Forcés de poursuivre à pied sous un soleil écrasant, les trois compagnons parviennent tant bien que mal à rejoindre la ville menacée.
À peine arrivés, les quarante voleurs foncent sur la ville et commencent à la piller sans relâche. Abu Hassan se mesure à Popeye dans une série de défis absurdes et ridicules. Mais frustré de ne pas prendre le dessus, il piège Popeye en le suspendant à un lustre, pendant que ses hommes dérobent tout ce qu’ils peuvent – y compris Olive et Gontran.
Déterminé à les sauver, Popeye parvient à se libérer, trouve un chameau et file à travers le désert jusqu’à la cachette secrète des voleurs : une grotte mystérieuse dont l’entrée ne s’ouvre qu’avec le mot magique "Sésame, ouvre-toi". Incapable de s’en souvenir, il décide de faire à sa manière : il creuse la roche à l’aide de sa fidèle pipe transformée en chalumeau.
À l’intérieur, il se faufile discrètement parmi les gardes pour tenter de délivrer ses amis, mais il est capturé par Abu Hassan et jeté dans une fosse remplie de requins. Au moment où l’un d’eux s’apprête à le croquer, Popeye utilise ses dernières forces pour lui nouer les dents. Puis, comme toujours, il sort sa boîte d’épinards, qu’il ouvre en lançant "Épinards, sauvez-moi !" — un jeu de mots bien à lui — et reprend instantanément le dessus.
Renforcé par sa verdure magique, Popeye se lance dans un combat titanesque contre les quarante voleurs, les envoyant valser un à un, tout en les comptant à voix haute. Il termine par Abu Hassan lui-même, qu’il enferme dans un coffre à trésor. Vaincus et enchaînés, les voleurs sont contraints de tirer un chariot rempli de tous les objets volés jusqu’à la ville, sous la surveillance de Popeye, Olive et Gontran, accueillis en héros par les habitants enfin libérés. Popeye célèbre sa victoire en chantant son indissociable chanson : "I may be a shorty, but I licked the Forty ! I'm Popeye the Sailor Man !" (litt. "Même sans être un géant, j’en ai dans les gants ! Je suis Popeye le marin !")

## Fiche technique
Sauf indication contraire, les informations mentionnées dans cette section peuvent être confirmées par la base de données cinématographiques IMDb,  présente dans la section « Liens externes ».
- Production : Max Fleischer, Adolph Zukor
- Réalisation : Dave Fleischer, non crédité : Willard Bowsky directeur de l'animation
- Scénario : Seymour Kneitel, Izzy Sparber, Bill Turner	et Jack Ward (aucun ne figure au générique)
- Musique : Lou Fleischer (en), Sammy Timberg (en), Sammy Lerner (aucun ne figure au générique), Tot Seymour (paroles de la chanson d’Abu Hassan), Vee Lawnhurst (composition de la chanson d’Abu Hassan)
- Sociétés de production : Fleischer Studios
- Sociétés de distribution : Paramount Pictures
- Pays d’origine : États-Unis
- Format : 35 mm couleur Technicolor, rapport de forme : 1.37 : 1, procédé cinématographique : sphérique
- Son : mono
- Langue : anglais
- Genre : dessin animé, comédie burlesque
- Durée : 17 minutes
- Sortie : 
  - États-Unis : 26 novembre 1937 (cinéma, Paramount Pictures)
  - France : décembre 1937[3]
  - Monde : 2007, Reel Media International

### Animation
- Willard Bowsky : animateur
- Orestes Calpini : animateur
- George Germanetti : animateur

Ne figurent pas au générique :
- Lillian Friedman Astor (en) : animatrice
- Gordon Sheehan (en) : animateur
- Robert Little : décors

## Réalisation
Au milieu des années 1930, Popeye est devenu le plus célèbre des personnages de dessins animés du producteur Max Fleischer, distribués par la Paramount. Aussi, trois dessins animés spéciaux de plus longue durée sont créés : Popeye the Sailor Meets Sindbad the Sailor en 1936, Popeye the Sailor Meets Ali Baba's Forty Thieves en 1937 et Aladdin and His Wonderful Lamp en 1939, tous inspirés des contes Les Mille et Une Nuits. 

Ils profitent de la nouvelle technique d'image en couleur : le procédé technicolor. Les deux premiers sont enrichis par l'introduction de plans multiples (caméra multiplane de Fleischer) et d'intégration de modèles filmés et traités, pour créer des arrière-plans et avant-plans avec effets de perspective (« setback process »). 

Popeye the Sailor Meets Ali Baba's Forty Thieves est sorti alors que Walt Disney, principal rival des studios Fleischer, touchait à la fin de la production de Blanche-Neige et les Sept Nains, son tout premier long-métrage d’animation. De son côté, Disney venait tout juste de dévoiler Le Vieux Moulin, un court-métrage de la série des Silly Symphonies nommé aux Oscars — c’était sa première animation en 3D grâce à sa propre version de la caméra multiplane. Il annonçait déjà l’arrivée prochaine de Blanche-Neige et les Sept Nains, réalisé avec la même technique. 

Dans ce contexte, la promotion de Popeye the Sailor Meets Ali Baba's Forty Thieves insistait sur l’effet de profondeur et la nouveauté du rendu en trois dimensions. Le film est sorti seulement quelques semaines avant la grande première de Blanche-Neige et les Sept Nains à Los Angeles, représentant l’une des rares alternatives en termes de dessins animés disponibles à ce moment-là.

## Commentaires
Il est intéressant de noter que Popeye semble ici avoir rejoint les rangs de l'US Coast Guard, avant de s'engager dans la Navy, ce qu’il fera plus tard dans le court-métrage Vive la marine (The Mighty Navy) des studios Fleischer sorti en 1941.
En raison de la représentation stéréotypée du personnage d’Abu Hassan — souvent interprétée comme une version de Brutus grimé dans une forme de "blackface" —, le court-métrage n’est plus diffusé aux États-Unis.
Le court-métrage a été partiellement recyclé dans Popeye tourne un film (Popeye Makes a Movie) en 1950, un épisode des studios Famous composé en grande partie d’images reprises de cette version, accompagnées de quelques séquences inédites. Un extrait plus court avait déjà été intégré à C’est Popeye le plus fort (Spinach Packin’ Popeye) en 1944.
Dans plusieurs versions étrangères, y compris la version française, le principal antagoniste est appelé « Ali Baba ». Pourtant, dans la version originale, ce personnage porte le nom d'Abu Hassan et il s'agit d'un personnage inédit, spécialement créé pour le dessin animé. Contrairement au conte des Mille et Une Nuits, où Ali Baba est le héros, Abu Hassan endosse ici le rôle du chef des quarante voleurs et affronte Popeye, véritable protagoniste de l’histoire. Cette confusion provient sans doute du titre du film, qui évoque clairement le célèbre récit oriental. Le court-métrage étant une parodie libre de ce conte, le nom d’Ali Baba n’apparaît finalement que dans le titre, tandis que le personnage lui-même est absent du récit. L'erreur de traduction dans certaines versions a contribué à entretenir l’idée que l’antagoniste serait Ali Baba, alors qu’il s’agit en réalité d’un personnage tout à fait distinct.

## Distribution

### Voix originales
Sauf indication contraire, les informations mentionnées dans cette section peuvent être confirmées par la base de données cinématographiques IMDb,  présente dans la section « Liens externes ».
- Jack Mercer : Popeye
- Mae Questel : Olive Oyl
- Gus Wickie (en) : Abu Hassan/Brutus
- Lou Fleischer (en) : Gontran (Wimpy)

### Voix françaises
- Patrice Baudrier : Popeye
- Monique Thierry : Olive Oyl
- Marc Bretonnière : Abu Hassan/Brutus, Gontran